# Tanaecia picta
Tanaecia picta är en fjärilsart som beskrevs av Van Eecke 1918. Tanaecia picta ingår i släktet Tanaecia och familjen praktfjärilar. Inga underarter finns listade i Catalogue of Life.